# Uvularia grandiflora
Uvularia grandiflora är en tidlöseväxtart som beskrevs av James Edward Smith. Uvularia grandiflora ingår i släktet Uvularia och familjen tidlöseväxter. Inga underarter finns listade i Catalogue of Life.

## Bildgalleri

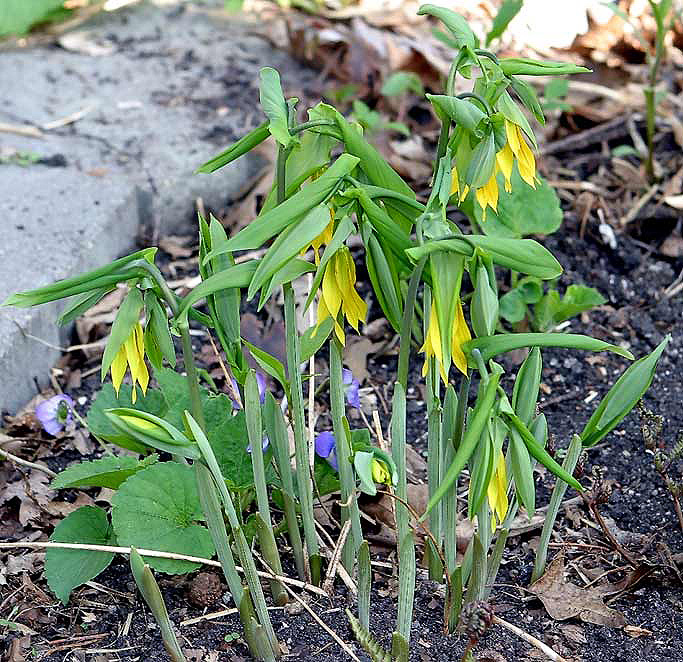